# فرودگاه برانزویک گولدن آیل
فرودگاه برانزویک گولدن آیل (به انگلیسی: Brunswick Golden Isles Airport) (به زبان بومی: Glynco Jetport) یک فرودگاه همگانی بهره‌برداری هوایی با کد یاتا BQK است که یک باند فرود آسفالت و بتن دارد و طول باند آن ۲۴۳۹ متر است. این فرودگاه در شهر برانزویک، جورجیا کشور ایالات متحده آمریکا قرار دارد و در ارتفاع ۸ متری از سطح دریا واقع شده‌است.